# Queeste (zoektocht)
Een queeste is een zoektocht; in het bijzonder een zoektocht die het karakter heeft van een levenstaak. In verhalen gaat het veelal om een avontuurlijke, lange reis met grote hindernissen die de hoofdpersoon moet zien te overwinnen, al dan niet met hulp. Obstakels zoals wilde rivieren of andere natuurfenomenen, vijanden en monsters zijn standaardingrediënten.
Het doel kan zijn om een voorwerp te vinden, soms in opdracht van iemand anders, zoals de zoektocht van de Argonauten naar het Gulden vlies en van Parsifal naar de heilige graal in middeleeuwse verhalen. Odysseus maakte vele omzwervingen op zoek naar huis, terwijl de tocht  van de reisgenoten in het 20e-eeuwse boek In de ban van de ring van J.R.R. Tolkien juist tot doel had om de ring uit de titel af te danken.
In dergelijke verhalen kan de queeste vaak ook gezien worden als een metafoor voor de zoektocht naar wijsheid, die door de zoekers wordt gevonden door de ervaringen die ze in het voorbijgaan opdoen.
Queestes zijn een bekend thema in volksverhalen, mythologie, literatuur en ook in films en computerspelen. Een 21e-eeuws voorbeeld is de opdracht in Percy Jackson en de Olympiërs en de bliksemdief om de bliksemschicht van Zeus terug te halen. 
Het woord queeste stamt van het Oudfranse queste en is etymologisch verwant aan question, enquête en kwestie. Het woord wordt ook in overdrachtelijke zin gebruikt voor een opdracht die men zichzelf heeft gesteld, maar die bijna onmogelijk is uit te voeren.